# Barrio Santa Isabel (Córdoba, Argentina)
Santa Isabel es un barrio ubicado en las afueras de la ciudad de Córdoba (Argentina), sobre la ruta №5 (Camino a Alta Gracia), en la zona sudoeste de la ciudad.
Su reconocimiento se debe a que en la década de los años 1950, se instala la planta automotriz Industrias Kaiser Argentina (IKA), y que posteriormente fuera adquirida por la automotriz Renault para convertirse en Renault Argentina S.A.

## Geografía
La misma está dividida en tres secciones, Santa Isabel 1º (donde está ubicada la planta automotriz), Santa Isabel 2º y Santa Isabel 3º.

## Transporte
Además de los recorridos locales, circulan colectivos interurbanos de diferentes líneas como Sierras de Calamuchita, Sarmiento o Buses Lep, al igual que ómnibus de larga distancia, ya que la Av. Armada Argentina recibe el flujo de la ruta RP 5 que une la ciudad con Alta Gracia y Río Cuarto o los valles turísticos de Paravachasca y Calamuchita.
| Corredor   | Líneas                                   |
| ---------- | ---------------------------------------- |
| Corredor 3 | - 30 - 31 - 32 - 33 - 34 - 35 - 36 - B30 |
| Corredor 5 | - 52 - 53                                |

## Instituciones
En el barrio se encuentra el Cottolengo Don Orione de la regional Córdoba, que además cuenta con su propio instituto educativo privado que cuenta con los tres niveles de educación: Nivel Inicial, Primario y Secundario. Siendo este uno de los colegios más importantes de la zona. 
También en este barrio se encuentra la escuela primaria provincial "Bandera Argentina".
El barrio cuenta con su propio centro vecinal, además está próximo al centro de participación comunal (CPC) de Villa el Libertador, perteneciente a la Municipalidad de la ciudad de Córdoba.

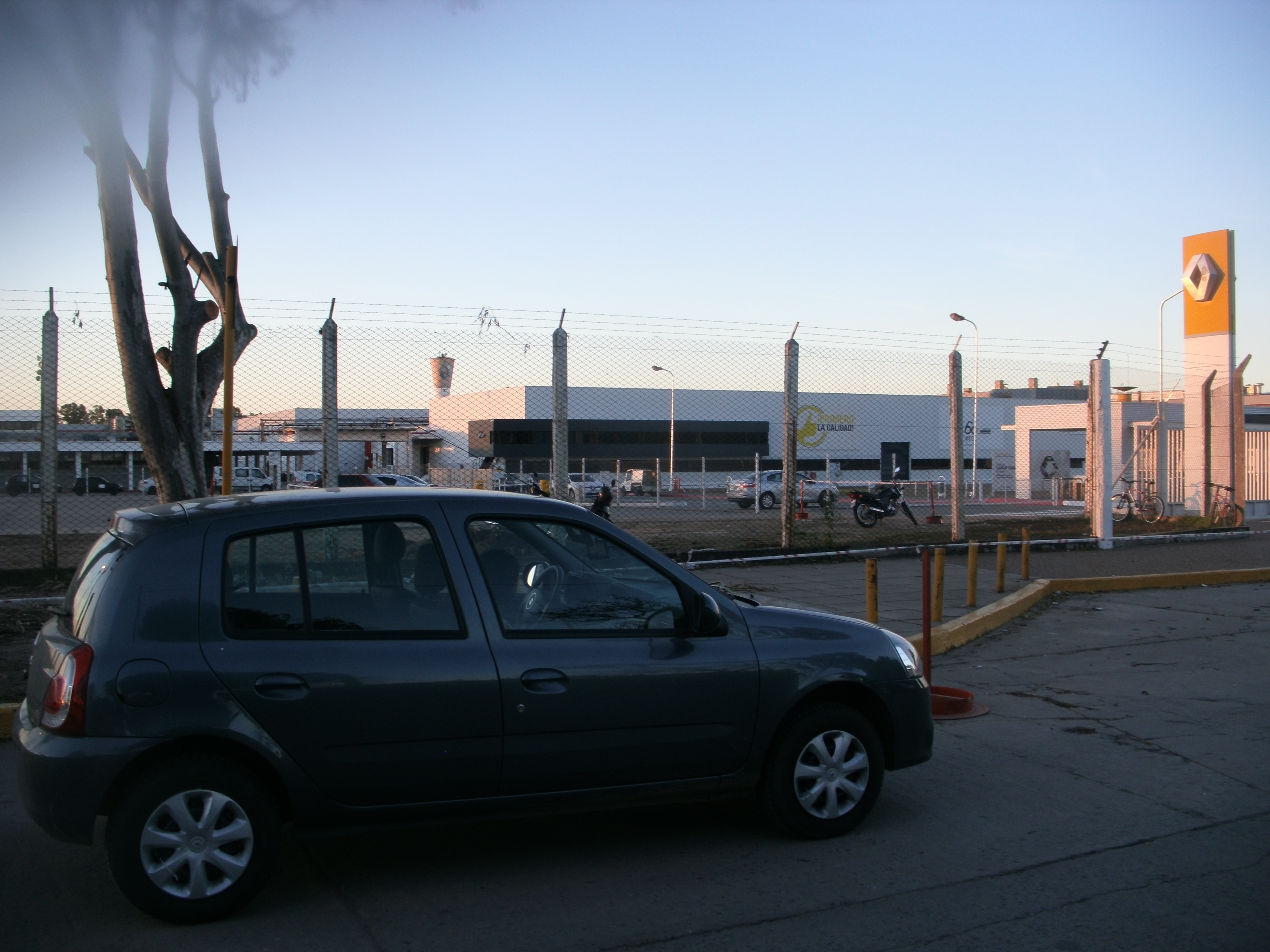
Ejemplar de Renault Clio Mío frente a la fábrica Santa Isabel.